# Edward Kotowski
Edward Kotowski (ur. 3 sierpnia 1941 w Pięciowłókach, zm. 2021) – rezydent wywiadu SB w Watykanie (ps. „Pietro”) pod tzw. dyplomatycznym przykryciem, pracownik Urzędu do Spraw Wyznań. Doktor historii sztuki.

## Praca na Warmii i początki pracy w SB
Kotowski pełnił obowiązki kierownika muzeum zamkowego w Lidzbarku Warmińskim. W 1969 dokonał odkrycia cennych, XVIII-wiecznych polichromii, z czasów biskupa warmińskiego, Ignacego Krasickiego, w lidzbarskiej oranżerii i uratował je przed dalszą dewastacją, co w powiązaniu z zaniedbaniami władz konserwatorskich, doprowadziło do głośnego konfliktu z olsztyńskimi władzami wojewódzkimi. Sprawa ta była szeroko komentowana w ogólnopolskich mediach z lat 1969–1971, co spowodowało negatywne nastawienie władz do tego faktu, a w konsekwencji do usunięcia go z zajmowanego stanowiska i utrudnianiu znalezienia pracy w wyuczonym zawodzie. Wobec szykan i braku innych możliwości zatrudnienia, z trudem udało mu się znaleźć pracę w KP MO w Lidzbarku Warmińskim. Miało go to zdyscyplinować i przerwać kampanię medialną w jego obronie. Z uwagi na posiadane wysokie umiejętności intelektualne, ostatecznie skierowano go do pracy w organach bezpieczeństwa państwa. W maju 1971 wstąpił do Służby Bezpieczeństwa. W jego kręgu zainteresowań znalazł się Kościół katolicki. Już jako funkcjonariusz SB obronił pracę doktorską z historii sztuki na Uniwersytecie Mickiewicza w Poznaniu. Ukończył Centrum Wyszkolenia MSW w Legionowie. W 1973 zaczął pracować w centrali SB. Głównym obszarem jego zainteresowań była kadra naukowa Akademii Teologii Katolickiej i Katolickiego Uniwersytetu Lubelskiego.

## Działania w Rzymie
W 1975 zaczął się uczyć języka włoskiego. 14 października 1978 (dwa dni przed wyborem Karola Wojtyły na papieża) otrzymał delegację do pracy w Rzymie. Przeszedł specjalistyczne i indywidualne szkolenie wywiadowcze z zakresu wywiadu zagranicznego, zdając pomyślnie testy końcowe. W latach 1978–1979 w ramach oddelegowania z MSW do MSZ, był zatrudniony w Ministerstwie Spraw Zagranicznych na odcinku watykańskim. Brał udział w przygotowaniu pierwszej wizyty papieża w Polsce. Wyjechał do Rzymu z indywidualnym zadaniem wypracowania dla władz pogłębionej opinii, co do kwestii perspektywy pełnej normalizacji stosunków polsko-watykańskich, tak w ramach swojej misji dyplomatycznej, jak i wywiadowczej. Przybył tam na początku sierpnia 1979. Został członkiem Zespołu do Spraw Stałych Kontaktów Roboczych Między Rządem PRL i Stolicą Apostolską. W latach 1979–1983 był oficjalnie II sekretarzem Ambasady PRL w Rzymie. Przez kręgi watykańskie uważany był za kompetentną osobę do prowadzenia dialogu z władzami PRL. Miał szerokie kontakty z polskimi duchownymi pracującymi w Rzymie, m.in. z Józefem Kowalczykiem, Adamem Bonieckim, Januszem Bolonkiem, Konradem Hejmo, a także późniejszym ambasadorem w Watykanie Stefanem Frankiewiczem. Utrzymywał bardzo cenne i liczne kontakty także z międzynarodowym personelem kurii rzymskiej, a szczególnie z Włochami oraz z korpusem dyplomatycznym, akredytowanym przy Watykanie. Jego rozmówcy zwykle nie wiedzieli, iż był on jednocześnie oficerem polskiego wywiadu (pseudonim „Pietro”). Ze swoich rozmów prowadził notatki oraz przekazywał szyfrogramy do centrali SB w Warszawie. Część z nich trafiała na biurka najważniejszych osób w PRL. W 1980 awansował na stopień kapitana. Pod całoroczną nieobecność w Rzymie, Szefa Zespołu, Ministra Kazimierza Szablewskiego, pełnił jego obowiązki. Odegrał kluczową rolę w zażegnywaniu kryzysu, w końcowym stadium przygotowania pielgrzymki Jana Pawła II do Polski, w czerwcu 1983 r.

## 1983–1989
Po powrocie do kraju, od października 1983 pracował w Urzędzie ds. Wyznań, będąc na niejawnym etacie Służby Bezpieczeństwa. W ramach oddelegowania z MSW, pełnił tam, kolejno funkcje: głównego specjalisty, doradcy Ministra i wreszcie Dyrektora Zespołu ds. Kościoła katolickiego. W wypowiedziach udzielonych dziennikarzowi Dariuszowi Rosiakowi, opublikowanych w książce Wielka odmowa. Agent, filozof, antykomunista twierdzi, iż z tej pozycji, od 1986, działał intensywnie na rzecz zmiany dotychczasowej praktyki i polityki wyznaniowej państwa, tak w ramach prac na rzecz Komisji Wspólnej Rządu i Episkopatu, jak i w ramach prac nad przygotowaniem projektu konwencji o stosunkach między PRL a Watykanem. Utrzymuje tam też, że odegrał pionierską rolę w stworzeniu politycznych warunków do zintensyfikowania kontaktów duszpasterskich Kościoła polskiego ze środowiskiem polonijnymi w dawnym ZSRR. Głosi, iż w 1988 r. doprowadził do odbycia pierwszej ceremonii religijnej na cmentarzu oficerów polskich w Katyniu, w ramach pielgrzymki katolickich kapelanów wojskowych. Pracował też przy ustawie o stosunku państwa do Kościoła katolickiego i wznowieniu stosunków dyplomatycznych z Watykanem, którą przyjął ostatni komunistyczny Sejm.

## Po 1989
Po 1989 handlował odzieżą, a potem drewnem. W 2008 został przesłuchany przez prokuratorów IPN w ramach śledztwa dotyczącego ewentualnego udziału komunistycznych służb specjalnych w zamachu na Jana Pawła II, jako świadek, w związku z tym, że w tym czasie przebywał w Rzymie.
Jest emerytowanym podpułkownikiem. Na przestrzeni 2009 r., jego działalność rzymska była szeroko komentowana i opisywana w polskich mediach. Dotyczyło to zwłaszcza sprawy jego rzymskich kontaktów z arcybiskupem Józefem Kowalczykiem, późniejszym nuncjuszem apostolskim w Polsce. Sprawa ta doczekała się jednak wyświetlenia przez Andrzeja Grajewskiego i oczyszczenia tej osoby z pomówień, co potwierdził także Cezary Gmyz.
Jego związki z kontaktami operacyjnymi „Fermo” (Juliusz Paetz) i „Cappino” (Józef Kowalczyk) zostały opisane także przez Tadeusza Isakowicza-Zaleskiego w jego publikacjach. W roku 2011 pozwał ks. Zaleskiego do sądu z artykułu 212 par. 2 kodeksu karnego.